# Iris Mora
Iris Adriana Mora Vallejo (Cancún, Quintana Roo; 22 de septiembre de 1981) es una futbolista mexicana. Participó en los Juegos Panamericanos de 1999 y 2003; en la Copa de Oro de 2000 y en la Copa del Mundo de 1999. Jugó las Eliminatorias para la Copa Mundial Femenina de Fútbol de 2007 y el Torneo Preolímpico Femenino de la CONCACAF 2008. Como entrenadora, dirigió desde 2015 hasta 2016 a los Ejidatarios Bonfil.
Incursiona en 2015 en la política como precandidata externa a Diputada III Distrito Electoral Federal de Quintana Roo.

## Actividad política
El 13 de enero del 2015 en conferencia de prensa anuncia que aspira por un escaño para la diputación federal por el III Distrito Electoral Federal de Quintana Roo como candidata externa del Partido de la Revolución Democrática ya que no milita en dicho partido.
En enero de 2015 se destapa como precandidata externa del Partido de la Revolución Democrática (PRD) para contender por la diputación del tercer distrito electoral de Quintana Roo competía por la candidatura contra Ivanna Pool, pero el PRD se la otorgó finalmente a Mora. Su campaña la inicio en las redes sociales donde publicó un vídeo de cuando anotó un gol en el partido contra Japón donde advierte que "una sorpresa le espera a la Cámara de Diputados..."

Plataforma de Campaña
1.- TURISMO
Crear fondo para estados generadores de ingresos turísticos.
Los recursos de este fondo se utilizarán para crear o renovar infraestructura educativa, cultural y deportiva, además de dotarla con internet gratuito. Promoveré el derecho universal al internet.
2.- SALUD.
Hacer valer el derecho universal a la salud, consagrado en el Constitución mexicana
Implantar la atención de emergencia a la salud extrema: todo hospital privado debe atender a cualquier mexicano; el estado deberá cubrir el o los servicios por estas atenciones, mediante acuerdos con aseguradoras.
Fortalecer el programa de desayunos escolares para apoyar a los estudiantes y a las madres de familia.
3.- EDUCACIÓN.
Defender los derechos de los maestros que están en las aulas y comprometidos con la educación de niños y jóvenes
Desarrollar programas permanentes de capacitación y actualización.
4.- DEPORTE.
Revisar, actualizar y modificar el programa vigente de educación física
Devolver a la SEP la rectoría en educación física.
5.- INSEGURIDAD.

## Participaciones en Copas del Mundo
| Mundial                                 | Sede           | Resultado    | Partidos | Goles |
| --------------------------------------- | -------------- | ------------ | -------- | ----- |
| Copa Mundial Femenina de Fútbol de 1999 | Estados Unidos | Primera Fase | 1        | 0     |

### Participaciones en Juegos Olímpicos
| Torneo                             | Sede   | Resultado        | Partidos | Goles |
| ---------------------------------- | ------ | ---------------- | -------- | ----- |
| Torneo olímpico femenino de fútbol | Grecia | Cuartos de final | 3        | 0     |

### Participaciones en Copa de Oro
| Copa                | Sede           | Resultado    | Partidos | Goles |
| ------------------- | -------------- | ------------ | -------- | ----- |
| Copa de Oro de 2000 | Estados Unidos | Primera fase | 3        | 5     |
| Copa de Oro de 2002 | Estados Unidos | Tercer lugar | 4        | 1     |
| Copa de Oro de 2006 | Estados Unidos | Tercer lugar | 3        | 4     |